# Nearolyma
Nearolyma là một chi côn trùng thuộc họ Tineidae.